# 5033 Mistral
5033 Mistral este un asteroid din centura principală. 

## Descoperirea și caracteristici ale asteroidului
Descoperit în 1990 de către astronomul belgian Eric Walter Elst, la 15 august 1990, la Observatorul din Haute-Provence, din Franța, asteroidul prezintă o orbită caracterizată de o semiaxă majoră egală cu 2,9225781 u.a. și de o excentricitate de 0,0487435, înclinată cu 2,51067° în raport cu ecliptica. Diametrul mediu al asteroidului este de circa 9 km.

## Denumirea asteroidului
Asteroidul a primit numele în onoarea scriitorului francez de limbă provensală, Frédéric Mistral, laureat al Laureat al Premiului Nobel pentru Literatură, în 1904.